# Folklor

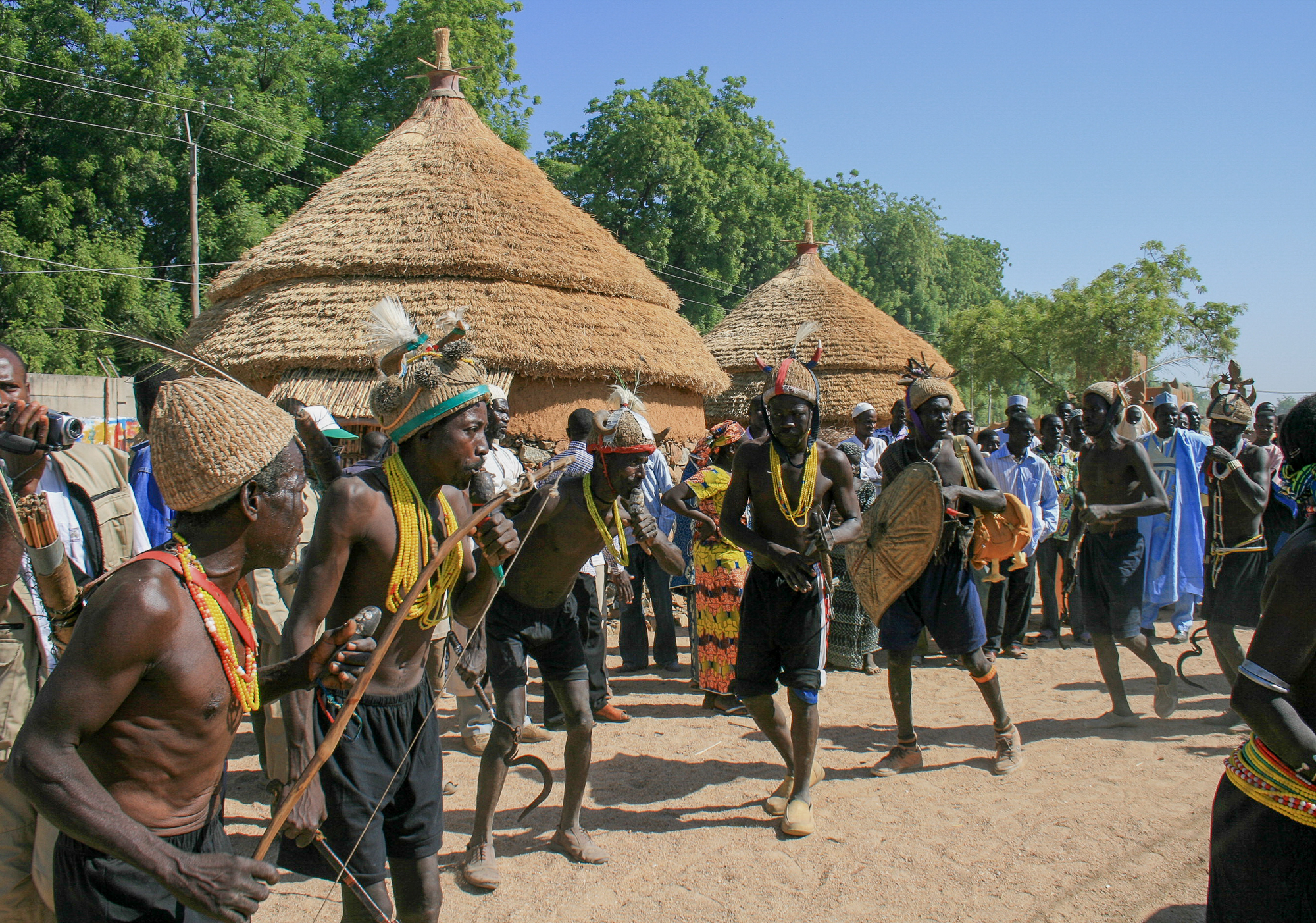
Taniec w Kamerunie

Folklor (ang. folk-lore „wiedza ludu”) – symboliczno-artystyczna dziedzina kultury ludowej, mająca charakter wieloskładnikowy, niejednolity i synkretyczny.

## Historia pojęcia i jego zakres

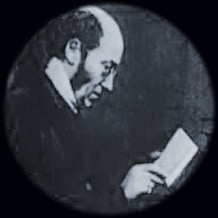
William Thoms

Termin „folklor” wprowadził do obiegu naukowego brytyjski pisarz William Thoms w 1846 roku, określając nim najstarsze składniki kultury takie jak „pradawne zwyczaje, obyczaje, obrzędy, zabobony, ballady, przysłowia etc.”. Z biegiem czasu termin ten upowszechnił się na całym świecie, a zwłaszcza w Europie, gdzie sprzyjały mu panujące wówczas prądy umysłowe, a w szczególności gloryfikujący kulturę ludową romantyzm. Początkowo badania folkloru prowadzono w ramach etnografii, literaturoznawstwa, historii sztuki, religioznawstwa, językoznawstwa i muzykologii. Dopiero w latach 30. XX wieku, za sprawą uczonych europejskich wyodrębniła się folklorystyka – samodzielna dyscyplina naukowa, której przedmiotem poznania jest folklor.
Od samego początku istnienia terminu „folklor”, pojawiły się wśród badaczy daleko idące rozbieżności w rozumieniu zakresu tego pojęcia. Zajmowano w tej sprawie trzy stanowiska.
Pierwsze z nich, reprezentowane np. przez Archera Taylora, wyznaczało maksymalnie szeroki zakres folkloru, włączając doń nie tylko kulturę symboliczną i społeczną, ale także elementy kultury materialnej (np. narzędzia, stroje, kształty wsi, budownictwo itp.). Przeciwieństwem tego stanowiska była orientacja literaturoznawcza, reprezentowana np. przez J.M. Sokołowa, która zawężała folklor wyłącznie do literatury ustnej (bajki, podania, legendy, pieśni, przysłowia). Współczesna folklorystyka zajmuje stanowisko pośrednie włączając w zakres folkloru dziedzinę zwyczajów, obrzędów i wierzeń wraz z kulturą artystyczną obejmującą literaturę ustną, muzykę i taniec.

## Typologie folkloru
Józef Burszta wyróżnia trzy rodzaje współcześnie istniejącego folkloru:
- Zanikający folklor tradycyjny

Obejmuje on klasyczne gatunki literatury ustnej oraz wokalno-muzyczne i choreograficzne relikty dawnej obrzędowości.
- Folklor współczesny (spontaniczny)

Jest wyrazem aktywności twórczej poszczególnych subkultur, ale obejmuje również przekaz interspołeczny, zaspokajając różne potrzeby międzyludzkiej komunikacji. Transmisja treści następuje zarówno w kontaktach bezpośrednich, jak i poprzez różnego rodzaju środki przekazu (słowo drukowane, telewizja, internet). Obejmuje takie formy jak: pogłoska, plotka, anegdota, dowcip, satyra towarzyska, stereotypowy toast, formuła życzeniowa, porzekadło, przysłowie sytuacyjne, parodia, legenda miejska, itd.
- Folklor rekonstruowany (stylizowany)

Jest to zjawisko wtórne, obejmujące teksty i obrzędy wyuczone, opracowane stylistycznie i przedstawiane w sytuacjach celowo zaaranżowanych (np. kapele grające na tradycyjnych instrumentach, zespoły wokalne i taneczne, np. Zespół Tańca Ludowego Politechniki Poznańskiej „Poligrodzianie”, Zespół Folklorystyczny „Wrzosowianie”, Zespół Pieśni i Tańca Akademii Górniczo-Hutniczej im. Wiesława Białowąsa „Krakus”, Reprezentacyjny Zespół Pieśni i Tańca „Poltex”, Zespół Pieśni i Tańca Politechniki Warszawskiej, zespół „Mazowsze”). Określa się je jako folkloryzm.

### Inne podziały
- Kryterium socjohistoryczne pozwala wyróżnić np. folklor chłopski, szlachecki, miejski, robotniczy.
- Kryterium środowiskowe, np. folklor żołnierski, marynarski, przestępczy, uczniowski.
- Kryterium zawodowe, np. folklor górniczy, rybacki.
- Kryterium regionalne, np. folklor góralski, kaszubski, śląski.
- Kryterium sytuacyjno-okolicznościowe, np. folklor wojenny, strajkowy, obozowy.
- Kryterium etniczne, np. folklor cygański, żydowski.
- Kryterium dominanty środków wyrazu, np. folklor słowny, muzyczny, taneczny, widowiskowy, plastyczny (maski, kostiumy)[3].

## Charakterystyka przekazu folklorystycznego
Transmisja tekstów folkloru jest anonimowa, spontaniczna, ekspresyjna i następuje w warunkach bezpośredniego kontaktu nadawcy i odbiorcy. Odbywa się w określonych okolicznościach (sytuacjach folklorotwórczych) np. podczas obrzędów rodzinnych, dorocznych, zabawy i wymaga odpowiednich kompetencji kulturowych odbiorcy (np. podzielania określonego stosunku do norm społecznych, znajomości faktów związanych z przekazywanym tekstem itp.). Nadawcami są kompetentni reprezentanci tradycji, zwykle jednostki uzdolnione. Przekaz folklorystyczny zakłada wymienność ról między nadawcą i odbiorcą. Odbiorcy przekazu współdeterminują jego formę (np. gdy słuchacze wyrażają niedowierzanie, co do opowiadanych treści, gawędziarz rozbudowuje w danym fragmencie szczegółowe opisy detali, aby przekonać słuchaczy o autentyczności zdarzenia).
Z kolei transmisja umiejętności wokalno-muzycznych i choreograficznych następuje poprzez naśladownictwo, lub przez celowe przyuczenie u przekazującego (np. gry na instrumencie).

## Funkcje folkloru
W swym środowisku macierzystym folklor wyraża i zaspokaja podstawowe potrzeby egzystencjalne i jest jedyną rzeczywistością symboliczną. W treściach folkloru wyraża się sposób pojmowania rzeczywistości, a także określony do niej stosunek.
Według Rocha Sulimy realizuje następujące funkcje:
- Estetyczna: kształtowanie upodobań artystycznych, rozwijanie wyobraźni.
- Wychowawczo-etyczna: przekaz zasad moralnych, mądrości życiowej, wzorów zachowań i ekspresji, wyrażanie aprobaty lub dezaprobaty wobec określonych zachowań i postaw.
- Psychologiczna: wywieranie uspokajającego lub pobudzającego wpływu na odbiorców.
- Regulacyjna: modelowanie życia wspólnotowego, podtrzymywanie tradycji i więzi grupowej.
- Polityczno-społeczna: np. wyrażanie protestu wobec ucisku i niesprawiedliwości (np. folklor antyfeudalny, antyszlachecki, antyhitlerowski).
- Rozrywkowo-autoteliczna.

## Tekst folkloru

### Cechy tekstu folkloru
- Wariantywność – wynika z wyłącznie ustnej transmisji, która sprzyja twórczemu przetwarzaniu tekstu, wprowadzaniu dodatków, uzupełnień.
- Strukturalne powiązanie z mimiką, gestem, choreografią.
- Oralność i dialogiczność (kontakt „twarzą w twarz”).
- Formuliczność (powtarzalność schematów kompozycyjnych i tematycznych).

### Systematyka tekstów folkloru
Według Jerzego Bartmińskiego gatunki tekstów folkloru dzielą się na:
- autonomiczne (niepowiązane ściśle z sytuacją wykonania, np. podanie, zagadka, pieśń historyczna).
- zwyczajowe (związane ze zwyczajami wielkanocnymi, żniwnymi, np. kolędy, pieśni dożynkowe).
- obrzędowe (np. oracje weselne, lamenty pogrzebowe).
- okolicznościowe (np. kołysanki, zamawiania znachorskie).

## Rola folkloru w historii kultury
Z wartości artystycznych folkloru czerpali poeci, pisarze i muzycy. Ludowość inspirowała twórczość romantyków, a także neoromantyków (Młoda Polska, Młode Włochy), była kluczowym czynnikiem w procesie kształtowania się literatur narodowych i ważnym składnikiem idei politycznych i artystycznych. W XIX wieku folklor przyczyniał się do wzrostu świadomości narodowej i stał się podstawą tożsamości etnicznej narodów europejskich, był też składnikiem ideologii politycznych, np. realnego socjalizmu.